# مستحلب دقيق

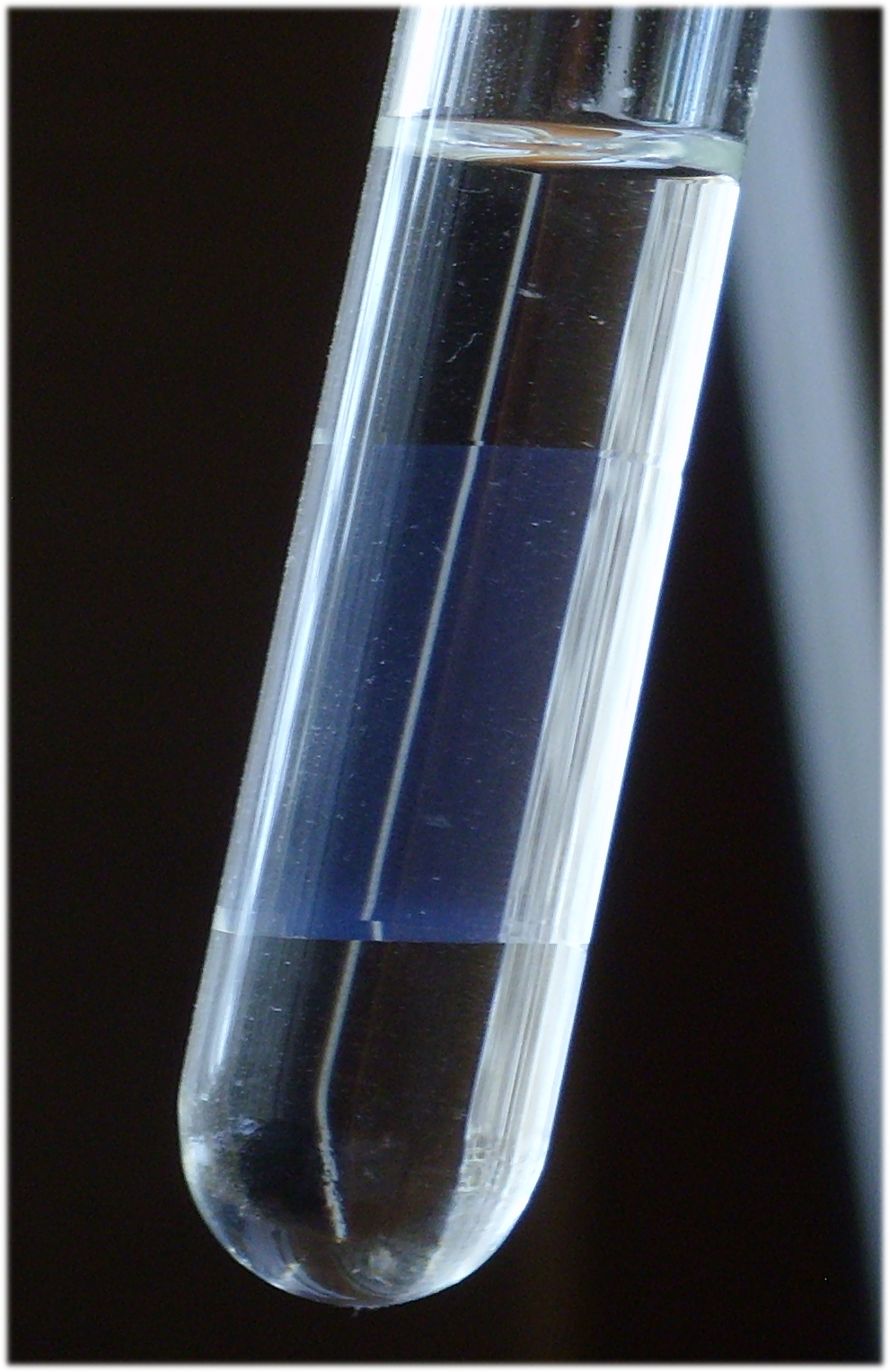

المستحلبات الدقيقة هي خليط من سوائل الزيت والماء والمواد الفاعلة بالسطح (surfactant)، وغالبًا ما يتم دمجها مع مادة فاعلة بالسطح مشاركة co-surfactant. وتكون متحدة الخواص ومستقرة ديناميكياً وحراريًا وواضحة. وهي تختلف عن المستحلبات المستقرة حركياً والتي سوف تتحلل إلى زيت وماء مع مرور الوقت. يتراوح حجم جسيمات المستحلبات الدقيقة من حوالي 10 إلى 200 أو 300 نانومتر.بسبب صغر حجم الجسيمات، تظهر المستحلبات الدقيقة على شكل محاليل شفافة أو واضحة.
يمكن تحديد أحجام جسيمات المستحلبات الدقيقة عن طريق تشتت الضوء الديناميكي أو تشتت النيوترونات. تحتوي المستحلبات الدقيقة على توتر سطحي منخفض للغاية بين طور الماء ومرحلة الزيت.
تم استخدام المستحلبات الدقيقة الموجودة في الماء في الزيت لتوصيل المواد الكيميائية القابلة للذوبان في الماء في حقول النفط إلى التكوينات الصخرية الجوفية. ومن المعروف أيضًا المستحلبات الدقيقة التي تحتوي على زيت في كحول والتي تحتوي على مثبطات التآكل في تركيبات مضادة للتجمد.
يمكن استخدام المستحلبات الدقيقة لتوصيل مجموعة واسعة من المواد الكيميائية القابلة للذوبان في حقول النفط، بما في ذلك مثبطات التآكل ومثبطات الأسفلتين ومثبطات القشور. وبالتالي يتم تقليل كمية المذيبات العضوية اللازمة. يزيد المستحلب الدقيق من تشتت المواد الكيميائية في حقول النفط في السوائل المنتجة أو السوائل التي يتم ضخها. وبهذه الطريقة، يتم زيادة أداء المادة الكيميائية المعينة.
قد يتم تكسير المستحلبات الدقيقة بواسطة مجموعة متنوعة من الآليات، مثل المواد الكيميائية أو التغيرات في درجات الحرارة. ومع ذلك، فإن أبسط طريقة للكسر هي عن طريق التخفيف.
قد تحتوي المرحلة المائية على ملح (أملاح) و/أو مكونات أخرى، وقد يكون "الزيت" في الواقع خليطًا معقدًا من هيدروكربونات مختلفة. وعلى النقيض من المستحلبات العادية، تتشكل المستحلبات الدقيقة عند خلط بسيط للمكونات ولا تتطلب ظروف القص العالية المستخدمة عمومًا في تكوين المستحلبات العادية. الأنواع الثلاثة الأساسية للمستحلبات الدقيقة هي المباشرة (الزيت المشتت في الماء، O/W)، والعكس (الماء المشتت في الزيت، بدون)، والمستمرة.
في الأنظمة الثلاثية مثل المستحلبات الدقيقة، حيث يوجد مرحلتان غير قابلتين للامتزاج (الماء و"الزيت") مع مادة خافضة للتوتر السطحي، قد تشكل جزيئات الفاعل بالسطح طبقة أحادية عند السطح البيني بين الزيت والماء، مع ذوبان ذيول جزيئات الفاعل بالسطح الكارهة للماء في المرحلة الزيتية ومجموعات الرأس المحبة للماء في المرحلة المائية.

## تعريفالاتحاد الدولي للكيمياء البحتة والتطبيقية
مستحلب دقيق: مشتت مصنوع من الماء والزيت والمواد الخافضة للتوتر السطحي وهو نظام متناحٍ ومستقر ديناميكيًا حراريًا مع قطر مجال مشتت يتراوح تقريبًا من 1 إلى 100 نانومتر، وعادةً من 10 إلى 50 نانومتر.
ملاحظة 1: في المستحلب الدقيق تكون مجالات الطور المشتت إما كروية أو مترابطة (لإعطاء مستحلب صغير متواصل).
الملاحظة 2: متوسط قطر القطرات في المستحلب الكلي (يشار إليه عادة باسم "المستحلب") يقترب من ملليمتر واحد (أي 10−3 م). لذلك، نظرًا لأن الوسائل الدقيقة 10−6 والمستحلب تعني أن قطرات الطور المشتت لها أقطار قريبة من 10−3 م، يشير المستحلب الدقيق إلى نظام بنطاق حجم الطور المشتت في 10−6 × 10−3 م = نطاق 10−9 م.
ملحوظة 3: مصطلح "المستحلب الدقيق" أصبح له معنى خاص. عادةً ما يتم تثبيت كيانات الطور المشتت بواسطة أنظمة الخافض للتوتر السطحي و/أو الخافض للتوتر السطحي-الخافض للتوتر السطحي (على سبيل المثال، الكحول الأليفاتي).
ملحوظة 4: مصطلح "الزيت" يشير إلى أي سائل غير قابل للذوبان في الماء.
بلمرة المستحلب الدقيق: بلمرة المستحلب التي يكون فيها نظام البداية عبارة عن مستحلب صغير ويشتمل اللاتكس النهائي على جزيئات غروانية من البوليمر مشتتة في وسط مائي.
ملحوظة: أقطار جزيئات البوليمر المتكونة في بلمرة المستحلب الدقيق عادة ما تكون بين 10 و50 نانومتر.

## الاستخدامات
للمستحلبات الدقيقة العديد من الاستخدامات المهمة تجاريًا:
مستحلبات الماء في الزيت الدقيقة لبعض عمليات التنظيف الجاف
ملمعات ومنظفات الارضيات
منتجات العناية الشخصية
تركيبات المبيدات الحشرية
الزيوت القاطعة
العقاقير
ولها تطبيقات في عدد كبير من العمليات الكيميائية والدوائية نظرًا لخصائصها الفريدة مثل المساحة البينية الكبيرة، والتوتر البيني المنخفض، والأهم من ذلك، القدرة على إذابة وتوصيل الأدوية الكارهة للماء. بالإضافة إلى الطريق الفموي والوريدي، فهي مناسبة لتوصيل الدواء من خلال الطرق العينية والمهبلية والرئوية والأسنان والموضعية. 